# Bukt

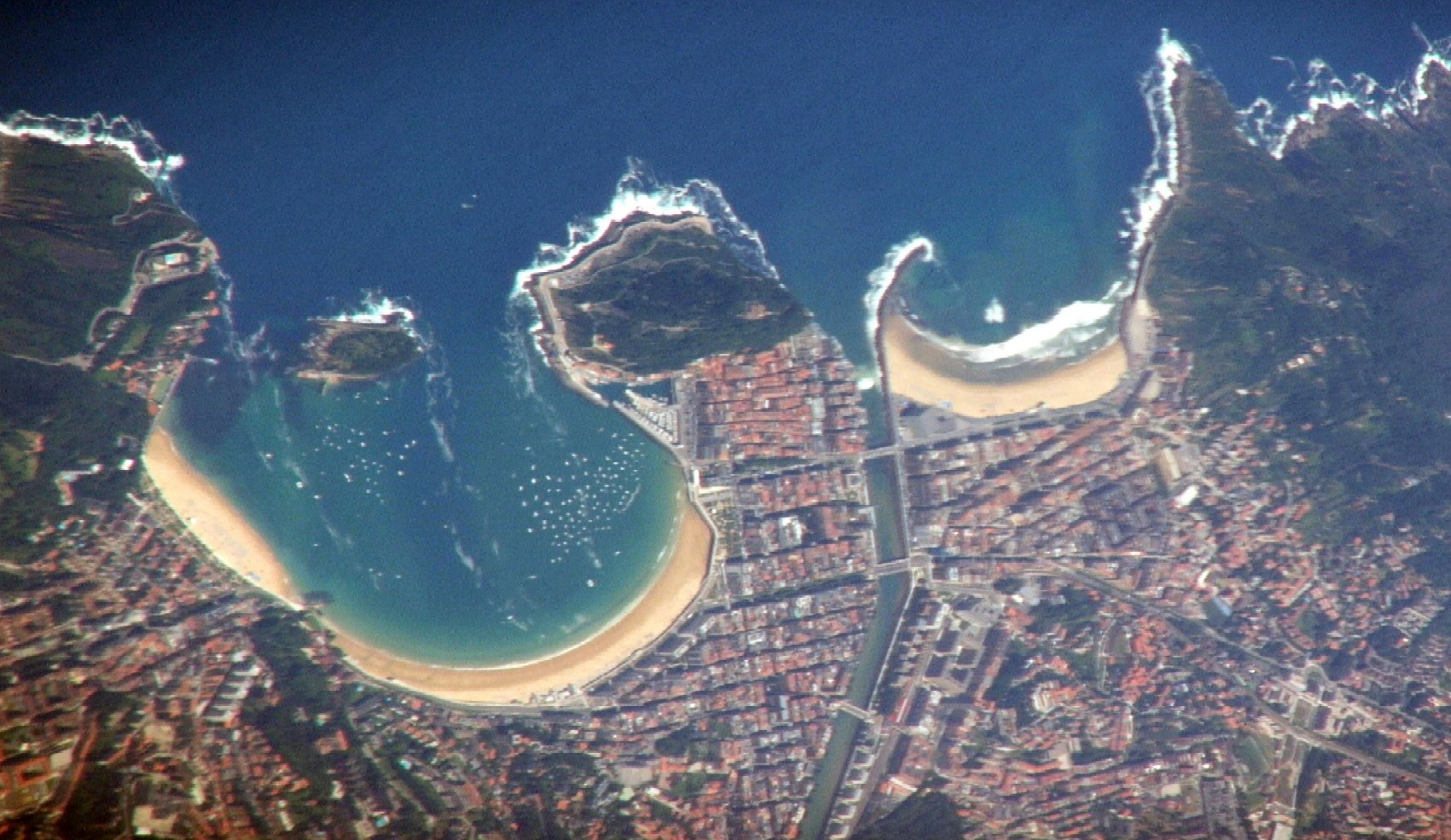
Bukten vid San Sebastián, Spanien

En bukt är en bred och mjukt rundad inskärning i en kustremsa. 